# Kozłowo (Pułtusk)
Pour les articles homonymes, voir Kozłowo.
Kozłowo (prononciation : [kɔˈzwɔvɔ]) est un village polonais de la gmina de Gzy dans le powiat de Pułtusk de la voïvodie de Mazovie dans le centre-est de la Pologne.

## Histoire
De 1975 à 1998, le village appartenait administrativement à la voïvodie de Ciechanów.